# Матыжанов, Кенжехан Слямжанович
Кенжехан Слямжанович Матыжанов (род. 8 марта 1957, Манырак, Восточно-Казахстанская область) — казахстанский ученый в области фольклора и этнологии, государственный и общественный деятель, депутат городского маслихата Алматы, член партии «Аманат». Директор Института литературы и искусства имени М. Ауэзова. Доктор филологических наук, академик НАН РК.

## Биография
Родился 8 марта 1957 года в Тарбагатайском районе Восточно-Казахстанской области.
Окончил филологический факультет Казахского педагогического института им. Абая (1978), аспирантуру (1985).
В 1990 году защитил кандидатскую диссертацию на тему «Казахская фольклорная детская поэзия», в 2004 году — докторскую диссертацию на тему «Семейно-обрядовый фольклор казахов».

## Трудовая деятельность
1978—1985 — учитель казахского языка и литературы средней школы
1985—1986 — научный сотрудник Республиканского музея книги
1986—1992 — младший, старший научный сотрудник Института литературы и искусства имени М. О. Ауэзова АН Казахстана
1992—1993 — референт отдела внутренней политики Аппарата Президента и Кабинета Министров Республики Казахстан
1993—1997 — заместитель председателя Комитета по языкам при Кабинете Министров Республики Казахстан
1997—1998 — начальник отдела МКИОС Республики Казахстан
1998—2001 — заместитель директора Центрального государственного музея Республики Казахстан
2001—2004 — директор музея Первого Президента Республики Казахстан
2005 — заместитель директора департамента культуры города Алматы
2005—2010 — начальник управления по развитию языков города Алматы
2010—2012 — начальник управления внутренней политики города Алматы
2012—2018 — Первый заместитель председателя Алматинского городского филиала НДП «Нур Отан», руководитель научно-инновационного центра «Рухани жаңғыру» КазНУ им. Аль-Фараби
С 2018 — директор Института литературы и искусства им. М. Ауэзова

## Научная деятельность
Автор более 200 научных и научно-популярных статей в отечественных и зарубежных изданиях по проблемам казахского фольклора и литературы, истории культуры, этнологии, музееведения, языковой политики.

### Автор книг
- «Қазақтың отбасы фольклоры» («Семейно-обрядовый фольклор казахов», 2007),
- «Рухани уыз (Казахский детский фольклор)» (1995),
- «Алтын сандық (Золотой сундук)» (1996 г., в соавт.),
- «Тал бесіктен жер бесікке дейін (От колыбельной до причитания. О семейно-обрядовом фольклоре казахов)» (1996),
- «Ел қазынасы — ескі сөз (Образцы казахского фольклора в собрании В. В. Радлова)» (1997 г., в соавт.),
- «Игровые элементы в казахском фольклоре» (1997) и др.

## Семья
Жена: Алметова Асипат Саутбековна.
Дети: двое сыновей — Рауан (1979 г.р.), Санжар (1989 г.р.); дочь — Лаура (1981 г.р.).

## Награды и звания
- Доктор филологических наук
- Медаль «10 лет Конституции Республики Казахстан» (2005)
- Заслуженный деятель Казахстана (2007)
- Медаль «10 лет Астане» (2008)
- Орден «Курмет» (2016)
- Орден «Парасат» (2024)[6]